# Heimatspiegel
Der Heimatspiegel ist eine Publikation des Verlags Zürcher Oberländer in Wetzikon. Sie erscheint als illustrierte Beilage seit 1928 einmal pro Monat im Umfang von 6–8 Seiten. Der Heimatspiegel ist eine Quelle für die regionalgeschichtliche Forschung.

## Inhalt

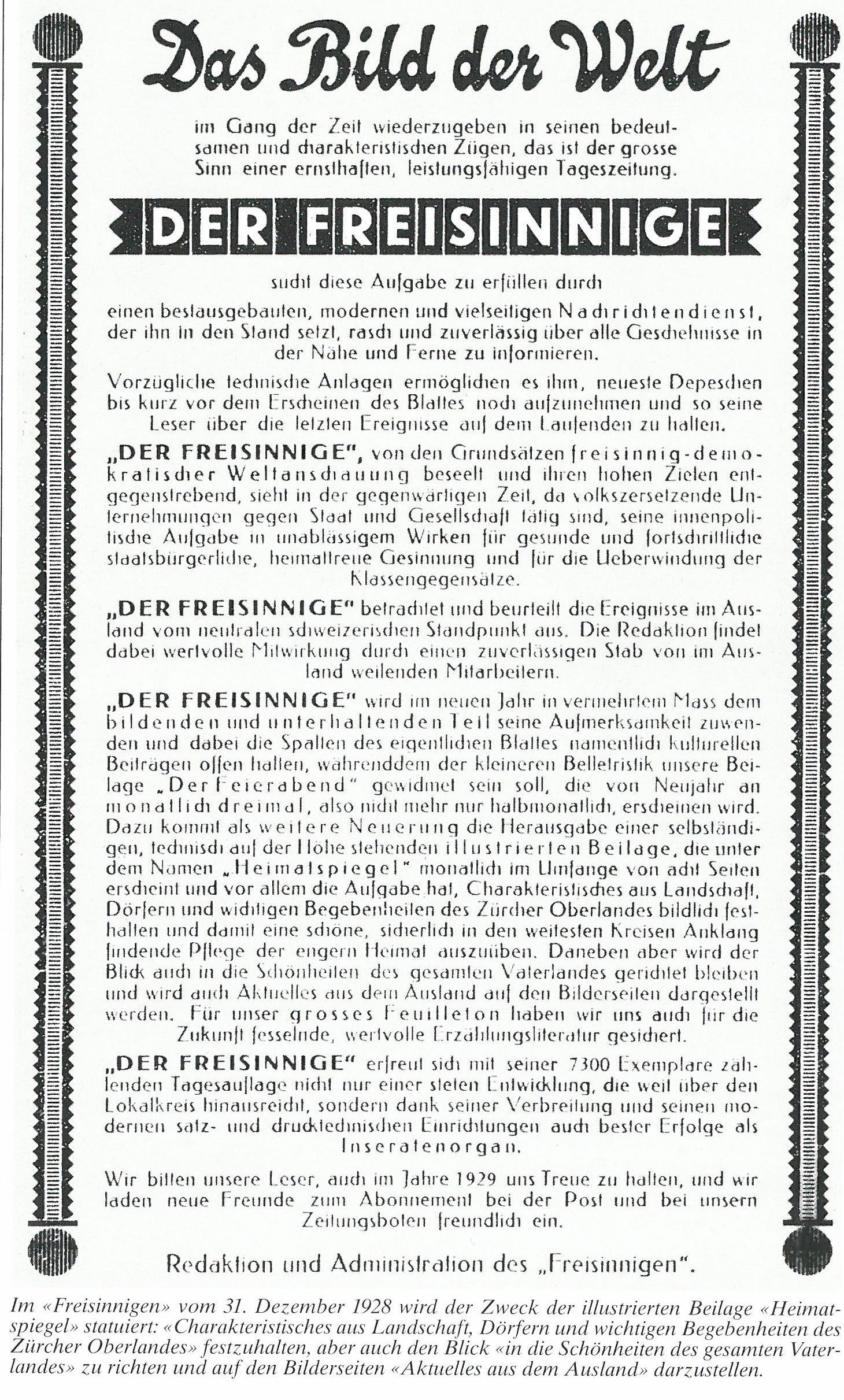
Redaktionsprogramm aus dem Jahr 1928

Zwischen 1928 und 1978 widmeten sich die Hefte jeweils mehreren Themen. Seit 1979 sind sie monothematisch ausgerichtet. Im Archiv Ortsgeschichte Wetzikon befinden sich sämtliche Ausgaben. Nur wenige Ausgaben liegen digitalisiert vor.

In der Zeitung Der Freisinnige – so hiess der Zürcher Oberländer bis 1960 – wurde die Zielsetzung des Heimatspiegels wie folgt definiert: 
«Der Freisinnige wird im neuen Jahr in vermehrtem Mass dem bildenden und unterhaltenden Teil seine Aufmerksamkeit zuwenden und dabei die Spalten des eigentlichen Blattes namentlich kulturellen Beiträgen offen halten. … dazu kommt als weitere Neuerung die Herausgabe einer selbständigen, technisch auf der Höhe stehenden illustrierten Beilage, die unter dem Namen Heimatspiegel monatlich im Umfange von acht Seiten erscheint und vor allem die Aufgabe hat, Charakteristisches aus Landschaft, Dörfern und wichtigen Begegebenheiten des Zürcher Oberlandes bildlich festzuhalten und damit eine schöne, sicherlich in weiten Kreisen Anklang findende Pflege der engeren Heimat auszuüben. Daneben aber wird der Blick auch in die Schönheiten des gesamten Vaterlandes gerichtet bleiben und wird auch Aktuelles aus dem Ausland auf den Bilderseiten dargestellt werden.»
In den ersten Jahren diente der Heimatspiegel primär der Erbauung der Leser und unterhielt mit Bilder aus aller Welt: «Vom Karneval in mondänen Städten Europas über heilige Osterstätten bis hin zur Kolonialausstellung in Paris, zur Stadt Zürich im Wandel der Zeit und zum ‹Freisinnigen› auf Weltreise.» Die Beilage spiegelt jeweils den Geist der jeweiligen Zeit, das zeigt sich etwa in der patriotischen Ausrichtung in der Zeit des Zweiten Weltkrieges, die Hinwendung zur Nostalgie in der Hochkonjunktur der 1960er Jahre oder die Hinwendung zu Themen der modernen Geschichtsforschung wie etwa der Industriekultur oder der kritischen Aufarbeitung des Zweiten Weltkrieges und der Umgang mit Internierten im Zweiten Weltkrieg. Ab den 1960er Jahren setzte der vielseitige Primarlehrer Jakob Zollinger – später von der Universität Zürich mit dem Ehrendoktor ausgezeichnet – wichtige Akzente im Heimatspiegel. Er schrieb zwischen 1965 und 2005 insgesamt 75 Beiträge für das Blatt, mehrheitlich handelte es sich um umfangreiche Arbeiten von 6 bis 8 Seiten. Themen waren unter anderem: Gefährdete Volksbräuche – Hochzeitschiessen (8/1965), 1865 – Der Wein des Jahrhunderts (1966/1), Das Herschmettler Visitationsbuch erzählt von 150 Jahre Volksschule (1982/3).

## Redaktoren
- 1965–1971: F. Kübler
- 1971–1971: Walter Rogger
- 1971–1972: Herbert Squindo
- 1973–1974: Peter Wirz
- 1975–1975: Marco Badilatti
- 1977–1981: Hans Rudolf Weinmann
- 1982–1983: Susanne Keller
- 1984–1986: Marc Véron
- 1987–1991: Antonio Cortesi
- 1992–1995: Erwin Haas
- 1996–1998: Bettina Sticher
- 1998–2001: Jan Jesse Müller
- 2001–2006: Bernadette Reichlin
- seit 2006: Anne Bagattini (Anne Suter)